# 혼야바케이정
혼야바케이정(本耶馬渓町)은 2005년 2월 28일까지 오이타현 북부  시모게군에 속했던 정이다. 현재의 정역은 모두 나카쓰시에 속하게 되었다.
2003년 1월 1일부터 나카쓰시와 시모게군 4개 마을이 합병 협의를 거쳐 2005년 3월 1일 나카쓰시에 편입되었다.

## 역사
- 1951년 4월 1일 - 2촌이 합병해 혼야바케이촌이 성립하였다.
- 1954년 3월 31일 - 히가시타니촌, 니시타니촌을 편입하였다.
- 1959년 1월 1일 - 정으로 승격에 의해 혼야바케이정이 되었다.
- 2005년 3월 1일 - 나카쓰시에 편입해, 폐지되었다.

## 교통

### 도로
- 국도 212호선